# Monastère de Nechung (Dharamsala)
Le monastère de Nechung à Dharamsala est le siège de l'oracle d'État tibétain depuis que le gouvernement tibétain s'est exilé en Inde en 1959. Avant cela, l'oracle de l'État résidait dans le monastère éponyme de Lhassa. Thubten Ngodup, qui fut nommé oracle d'État en 1987, vit dans une dépendance du monastère.

## Histoire
Un nouveau monastère de Nechung a été construit à Dharamsala en Inde. Les moines de Nechung en exil louèrent une maison faisant office de monastère avant d'acquérir un terrain près de la Bibliothèque des archives et des œuvres tibétaines à Gangchen Kyishong où les travaux débutèrent en 1977. Le bâtiment pour loger les moines fut terminé en 1979. Les travaux du monastère et du temple débutèrent en 1981 pour finir en 1984 avant son inauguration par le 14e dalaï-lama le 31 mars 1985. Au Tibet, Nechung était réputé pour la qualité de ses broderies appliquées, et les moines le mirent à profit en Inde, où une des sources principales de revenus du monastère devint la broderie de couvre-lits, d'oreillers ou de nappes vendus à une Française surnommée Ama Efung par les moines.
En 1990, Khenpo Jigme Phuntsok donna des enseignements aux moines du monastère de Nechung de Dharamsala.